# Palazzo Viafora

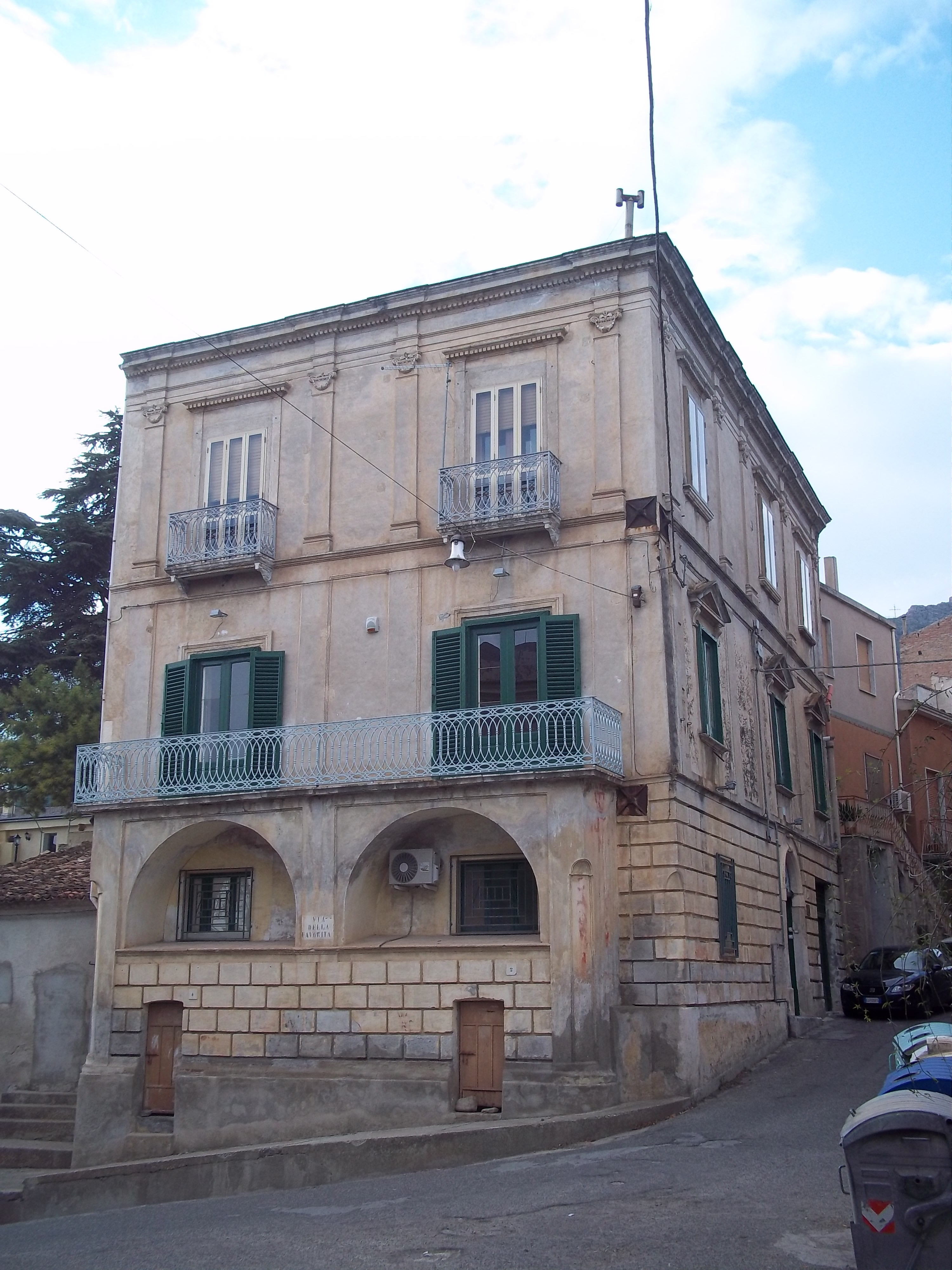
Palazzo Viafora in Cassano all’Ionio

Der Palazzo Viafora ist ein Palast aus dem 18. Jahrhundert im Zentrum von Cassano all’Ionio in der italienischen Region Kalabrien. Er liegt auf dem Hügel, auf dem sich früher der Polluxtempel erhob, in der Via Ginnasio, 37.

## Geschichte
Den Palast, der ursprünglich die Residenz der Familie Chidichimo war, kaufte die Familie Viafora in der ersten Hälfte des 19. Jahrhunderts.

## Beschreibung
Auch heute noch hat der Palast sein ursprüngliches Aussehen: Die Fassade ist in nüchternem Barock gehalten und hat Lisenen und korinthische Kapitelle. Auch die Säle und das Schlafzimmer mit ihren Möbeln, die Einrichtungsgegenstände, das Bibliotheksarchiv, in dem zahlreiche Dokumente von geschichtlichem Interesse zu finden sind, wurden nicht verändert. In letztem finden sich Zeitschriften, Zeitungen und Tageszeitungen, Gesetzesarchive, Dokumente von öffentlichem Charakter, wie Urkunden, Dekrete usw., alte Fotografien, Porträts und Sammlungen von Postkarten, alte Texte aus Schule und Universität, Auszeichnungen und Orden.

### Garten
Von besonderem Interesse ist der Jugendstilgarten, den ein alter Monumentalbrunnen mit Steinwanne und Waschbecken, sowie eine herrliche Terrasse auf die Sibariebene hinaus, bereichern.

### Museum
Seit dem 18. Dezember 2011 ist in dem Palast das Casa Museo Palazzo Viafora untergebracht, in dem Möbel aus dem 19. Jahrhundert, Bücher und zeitgenössische Tageszeitungen, Ausrüstungen und Einrichtungsgegenstände aus der damaligen Zeit ausgestellt sind.

## Bildergalerie

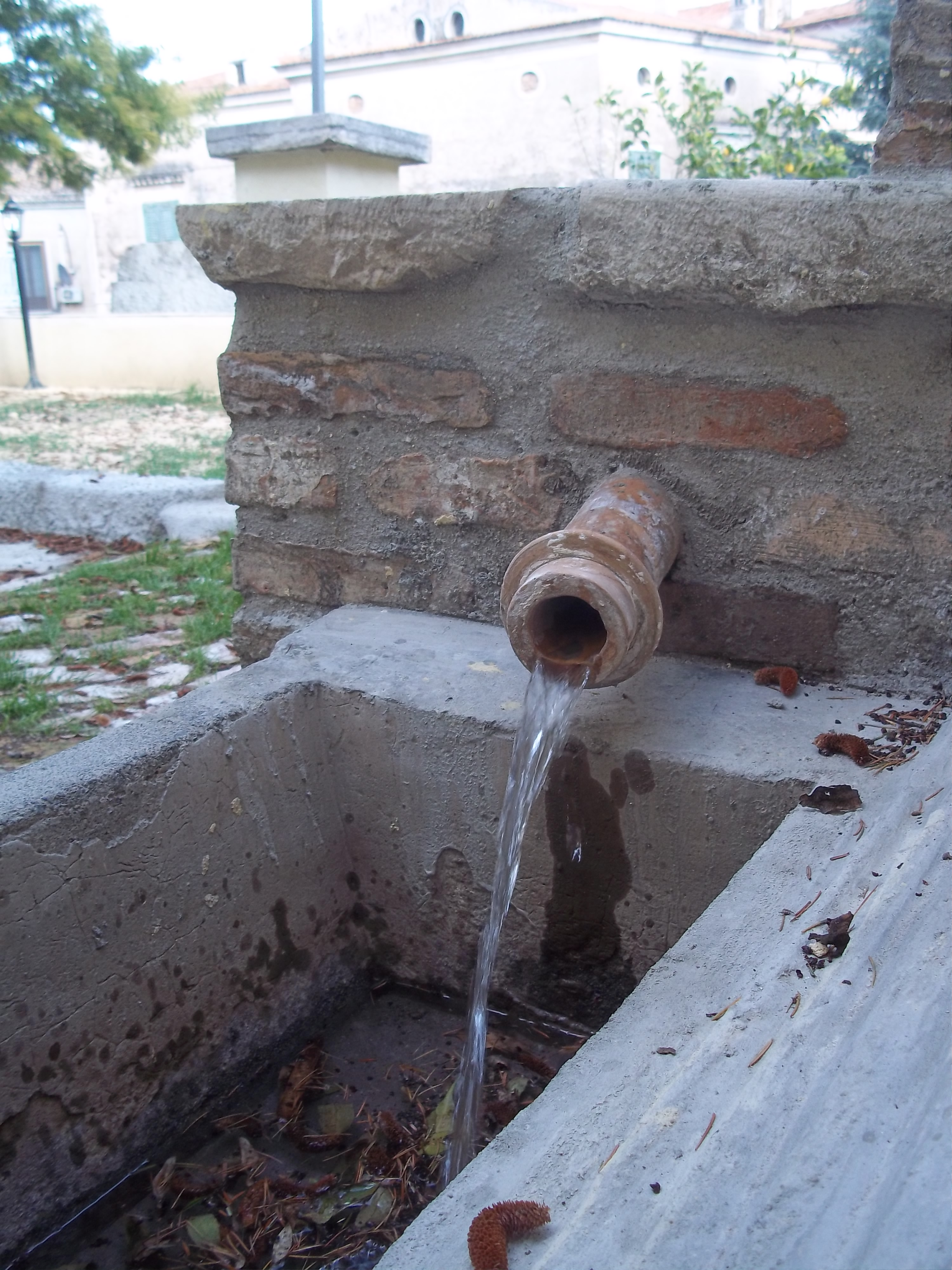
Monumentalbrunnen im Garten
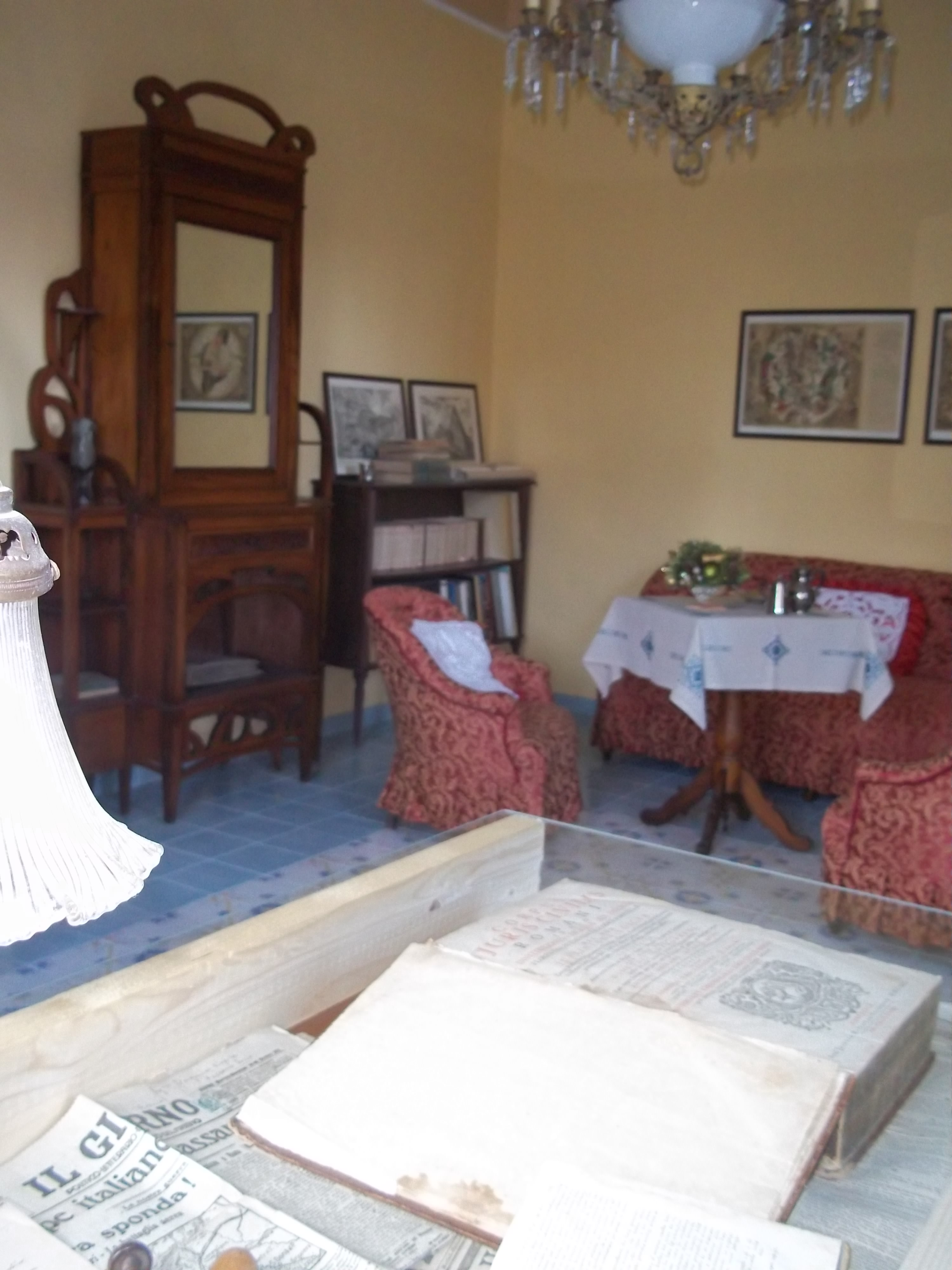
Salon